# Farysia nigra
Farysia nigra är en svampart som först beskrevs av Gordon Herriot Cunningham, och fick sitt nu gällande namn av Gordon Herriot Cunningham 1926. Farysia nigra ingår i släktet Farysia och familjen Anthracoideaceae.   Inga underarter finns listade i Catalogue of Life.